# Black 'n Red
(Bromma) Black 'n Red var IF Brommapojkarnas officiella supporterklubb. Klubben är numera nedlagd och ersatt av Bromma support.
Inför den allsvenska starten i april 2007 bildades en supporterklubb med namnet Black 'n Red. En interimsstyrelse finns som samarbetar med de entusiaster som under 2006 drog igång BP:s sida på supportersajten Svenskafans.com.